# バワニ・ビクシュ
バワニ・ビクシュ(ネパール語:भवानी भिक्षु ;英語:Bhawani Bhikshu ; 1909年6月3日 - 1981年4月16日)はネパール・カピラバストゥ郡・タウリハバ村の作家、詩人。本名はバワニ・プラサド・グプタ(英語: Bhawani Prasad Gupta)。

## 経歴
ビクシュは、ネパール南部のカピラバストゥ地区にあるタウリハバ村で生まれた。しかし、ビクシュは人生の大半をネパールの首都カトマンズで過ごした。小説家および物語作家として、ネパール文学に貢献した。
ヒンディー語で書かれた批評に関するエッセイでネパール文学の世界に初めて登場。1936年に同作品はネパール語に翻訳された。その2年後には最初の物語『Manav』が出版され、すぐに詩人としての名声を確立した。
1951年からはSharada Magazineの編集者となり、1956年からは広報局の局長を務めた。1961年からロイヤルネパールアカデミーの学者として勤務。1975年に『Aagat』でマダン賞を受賞した。

## 評価
- ビクシュの母国語はネパール語ではなく、アワディー語(ヒンディー語の方言)であり、初等教育もヒンディー語で受けていたため、ネパール語としての文章表現がぎこちなく、語彙が大袈裟であるとの批判がある[3]。
- 女性を主人公とする物語を多く執筆しており、女性の心理描写に長けているとされる[3]。